# Mango Airlines (Congo)
Mango Airlines of Mango Mat Aviation is een Congolese luchtvaartmaatschappij met haar thuisbasis in Beni.

## Geschiedenis
Mango Airlines is opgericht in 2003.

## Vloot
De vloot van ango Airlines bestaat uit:(april 2007)
- 1 Antonov AN-12BP
- 1 Antonov AN-12V